# بی‌تیغه‌وش‌ها
بی‌تیغه‌وش‌ها (نام علمی: Rativates) یک سرده از دایناسور ددپای اورنیتومیمید از سازند پارک دایناسورها در آلبرتا است. گونه نماد آن Rativates Evadens است.

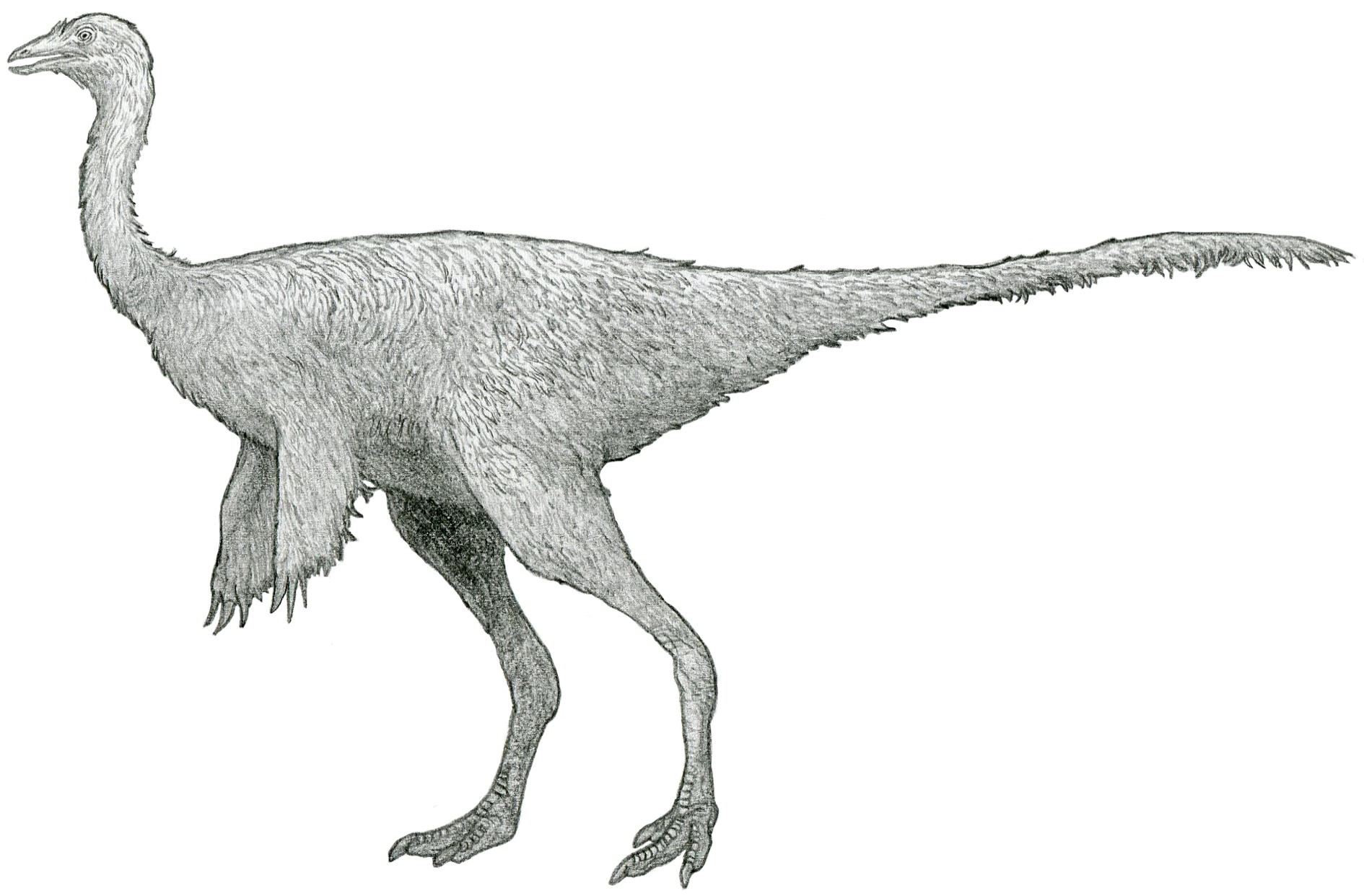
بازسازی جانور